# Oltar Miraflores
Oltar Miraflores (ali Devičin triptih ali Marijin oltar) je oltarna tabla olje na hrastu iz okoli leta 1442-5, staronizozemskega slikarja Rogierja van der Weydna v Gemäldegalerie v Berlinu od leta 1850.Triptih je leta 1809 z njegove prvotne lokacije, kartuzije Miraflores v Burgosu, ukradel general Darmagnac.. Tri table so velike 71 x 43 cm in od leve proti desni prikazujejo portret Svete družine, Pietà (Marija, ki so ji v naročje položili mrtvega sina) in Jezusovo vstajenje - oz. če motive beremo kronološko: rojstvo, smrt in vstajenje , pri čemer je bila Marija v središču obeh kril. Oltarna slika preučuje Marijin odnos s Kristusom v različnih življenjskih obdobjih. Odlikuje ga uporaba barve, imenitna je uporaba belih, rdečih in modrih barv ter črta - predvsem linija Kristusovega telesa na osrednji tabli - in, kot običajno na van der Weydnovih slikah izrazito čustvovanje. 
Značilno za oltarne triptihe tega obdobja je, da so bogati z versko simboliko; vsaka tabla je uokvirjena  z naslikanim (gotsko delujočim) ostenjem in arhivolto z natančno naslikano kiparsko dekoracijo z zapleteno ikonografijo. Slike so s svojimi naslikanimi okviri in dekoracijo vplivale na sodobne slikarje, kot so Petrus Christus, Dieric Bouts in Hans Memling pa tudi na druge manj pomembne slikarje.

## Triptih

### Opis
Vsaka tabla je uokvirjena z lokom ali vhodnimi vrati in se zdi, da je postavljena znotraj cerkvenih portalov, v notranjih prostorih, ki dajejo videz dogajanja na odru. Sprednji del vsakega okvirja vsebuje stopnico, ki po besedah umetnostnega zgodovinarja Jeffreyja Chippsa Smitha pomeni »gledalčevo bližino božanskemu odru in možnost domišljijskega vstopa nanjo«. V nasprotju z večino triptihov takrat, so bile table prvotno pritrjene in niso bile povezane na tečaje, čeprav so bile pozneje razstavljene in ponovno sestavljene kot premične. Vsaka je izjemno brez slikovnih tradicij, ki so se običajno uporabljale pri upodabljanju teh epizod. Tabla s Sveto družino ne prikazuje drugih figur, ki so običajno predstavljene na slikah Jezusovega rojstva ali Čaščenja. Številni elementi so van der Weydnove lastne iznajdbe, na primer zvita pot na desni tabli se ne nanaša na nobeno prejšnjo predstavitev ali svetopisemsko besedilo. To je način, kako slikar poveže prizor Vstajenja v ozadju s prizorom v ospredju, kjer se  vstali Kristusa pojavi pred Marijo.
Različne barve Marijinih oblačil na vsaki tabli imajo simbolni pomen; bela, rdeča in modra naj bi prikazali njene tri tradicionalne kreposti; bela - čistost, rdeča - sočutje in ljubezen ter modra - zvestoba in ponižnost. V družinski tabli je prikazana v čisti beli barvi, da bi poudarila njeno večno nedolžnost, v rdeči (prevladujoča barva v triptihu), ko žaluje za sinom in v modri, ko se ji prikaže. 
Okvirni lok vsake table je zgodovinsko zasnovan, vsebuje vrsto majhnih in namišljenih, a zelo podrobnih in simboličnih, štrlečih ali dvignjenih, marmornatih kipov, ki povečujejo pripoved o določeni epizodi iz Jezusovega življenja. Triptih je pogosto povezan z drugim van der Weydnovim oltarjem Janeza Krstnika, saj oba uporabljata izmišljene kamnite reliefe kot okvirne naprave in kot sredstvo za razvijanje glavne teme posamezne table. Loki so pobarvani v rjave barve, ki naj bi dajali videz lesa. So bolj fantastični kot realistični in služijo kot naprava za vključitev majhnih reliefov v arhivoltah, ki odražajo in poudarjajo pripoved in temo table, na kateri so prikazane.

### Table
Levo krilo prikazuje [[sveta Marija|Marijo]], oblečeno v vijolično-belo haljo, ki gleda na dojenčka Jezusa, ko ji ta vrača pogled. Ob njiju je sedeči sveti Jožef oblečen v rdečo obleko z dolgim pokrivalom in drema, ko se naslanja na palico. Rob Marijinega ogrinjala je vpisan v zlati pisavi, in vsebuje besedilo iz »Magnifikata« iz Luke Lk 1,46–48 Moja duša poveličuje Gospoda .... Za to tablo se je dolgo domnevalo, da prikazuje Rojstvo, dokler je umetnostni zgodovinar Erwin Panofsky ni opisal kot preprosto predstavitev Svete družine. Reliefi v arhivolti prikazujejo trenutke iz zgodnjega Jezusovega življenja; od Oznanjenja Mariji do Predstavitve v templju.
Na osrednji tabli je Marija prikazana v rdeči halji, drži Jezusovo mrtvo dolgo telo. Ob njej sta naslikana še Janez Evangelist in Jožef iz Arimateje. Na desni tabli je prikazan trenutek (ki ni opisan v nobenem od evangelijev), ko se Kristus po vstajenju najprej prikaže svoji materi, medtem ko je v ozadju v globini slike prikazano sočasno Vstajenje. Čeprav je van der Weyden sicer predstavil kronologijo triptiha od leve proti desni, je vstajenje v ozadju desno od Videza v ospredju. Zaporedje predlaga globina slike (pri čemer je prizor v ospredju kronološko novejši) in dolga vijugasta pot, ki vodi od groba do notranjosti.
Umetnik s številnimi slikovnimi pripomočki predlaga približevanje vstalega Kristusa, vključno z vijugasto potjo, vrati, ki se odpirajo navznoter in zunanjo svetlobo, ki pada na notranje table. Arheološki reliefi vključujejo upodobitve starozaveznih predhodnikov Pasijona, vključno s Absalomovo smrtjo in žrtvovanjem Izaka.
Table so v dobrem stanju in niso utrpele večje škode. Očiščene so bile leta 1981, ko so bili odstranjeni sloji razbarvanih in uničenih lakov. Tehnični pregled je pokazal, da je Rogier naredil vrsto sprememb, popravkov na sliki.

## Različice, verodostojnost in izvor
Obstaja še nekoliko manjša kopija tega oltarja, ki je danes razdeljena med dve lokaciji: eno tablo hranijo v Metropolitanskem muzeju umetnosti v New Yorku, dve pa v kraljevi kapeli v Granadi. Ta berlinski izvirnik izhaja iz zbirke Isabelle I. Kastiljske in je dolgo veljal za izvirnika obeh. Že leta 1956 je umetnostni zgodovinar Max Friedlænder zapisal, da »odkar je bila znana različica v Granadi, je replika v Berlinu prezrta kot nepomembna. Berlinski oltar je nenavadno dobro ohranjen; v nekaterih pogledih je slabši od dela v Granadi, vendar komaj kaj drugega kot izjemno previdna in zelo uspešna replika delavnice«. Novejše študije podrisbe in barve kažejo, da je bila različica Granada / New York izvedena po berlinskih tablah , leta 1982 dendrokronološko preverjen hrast, ga datira po letu 1492; znano je, da je van der Weyden umrl leta 1464. Študija berlinskega dela razkriva obroč iz lesa iz leta 1406 in približuje datum poseka lesa v začetku 1420-ih.
Triptih je bil v glavnem pozabljen in prezrt do začetka 20. stoletja. Kot van der Weyden ni bil opredeljen, dokler ga Max Friedlænder v zgodnjih 1950-ih ni pripisal v svojim pionirskim 14-zvezkom Mojstrovine nizozemskega slikarstva 15. in 16. stoletja. Pripis je prišel iz preverjanja dokumenta iz leta 1445, ki opisuje triptih kot roko »velikega in slavnega Flamca Rogla«. Različici iz Granade in New Yorka, do takrat obravnavani kot izvirnika, sta bili priznani kot kopiji, in jih je okoli 1500 izdelal kastiljski slikar, ki je najverjetneje služboval kot vajenec v Nizozemskih deželah. Domneva se, da oba prihajata od Juan de Flandesa, vendar ni prepričljivih dokazov. Panofsky, ki je prav tako pisal v 1950-ih, je razširil Friedlænderjevo delo in podrobno opisal kompleksno ikonografijo oltarne slike.
Nadalje, infrardeča reflektografija kaže, da so bile kompozicije spremenjene pred dokončanjem, kar dokazuje, da ni delo kopista. Triptih je naročil Isabelin oče Janez II., ki ga je okoli leta 1445 podaril kartuziji Miraflores blizu Burgosa v Španiji. Najverjetneje je Isabella naročila kopijo berlinskega dela, saj so bili takšni oltarji »cenjeni zaradi njihove duhovne moči ali statusa njihovega avtorstva in / ali lastništva«.